# Francesca di Foix
Francesca di Foix ist eine Semiseria-Oper (Originalbezeichnung: „Melo-dramma“) von Gaetano Donizetti auf ein Libretto von Domenico Gilardoni, nach der Farce Ninette à la cour von C.-S. Favart und Saint-Amans. Die 30. Mai 1831 am Teatro San Carlo in Neapel uraufgeführte Oper hat nur einen Akt.

## Handlung
Der maßlos eifersüchtige Graf versteckt seine wunderschöne Gattin vor der Gesellschaft mit dem Argument, sie sei so hässlich, dass er sie nicht vorstellen könne. Der König und der Herzog bewegen die Gräfin ohne Wissen des Grafen am Hof des Königs zu erscheinen. Dort sind alle von ihrer Schönheit überwältigt, und sie wird sofort umworben. Der Graf muss es zulassen, weil er nicht zugeben kann, dass die unbekannte Schöne seine vermeintlich hässliche Gattin ist. Der König will ein Turnier abhalten, dessen Sieger die unbekannte Schöne heiraten darf. Nun hält es der Graf nicht mehr aus und er gibt zu, dass er hinsichtlich der Gräfin gelogen hat. Der König redet dem Grafen ins Gewissen und alles wird gut.

## Werkgeschichte

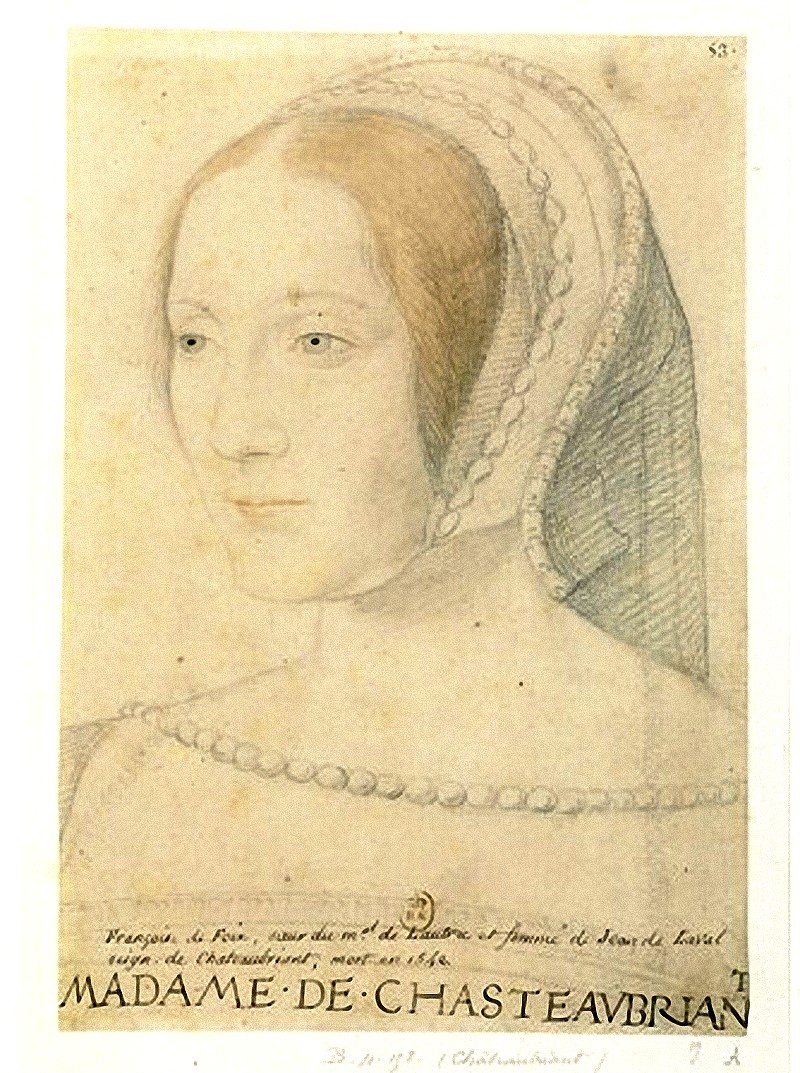
Françoise de Foix, Comtesse de Châteaubriant, ca. 1495–1537

Die Uraufführung am 30. Mai 1831 am Teatro San Carlo in Neapel dirigierte Nicola Festa. Das Bühnenbild stammte von Pasquale Canna, Luigi Gentile und Nicola „Nicoletto“ Pellandi. Die Sänger waren Luigia Boccabadati (Francesca di Foix), Giovanni Battista Campagnoli (Il conte), Antonio Tamburini (Il re di Francia), Marietta Gioja Tamburini (Edmondo) und Lorenzo Bonfigli (Il duca).
Die schon bei der Uraufführung nur mäßig erfolgreiche Oper gehört zu den nahezu vergessenen Opern Donizettis. Ungewöhnlich für eine Oper Donizettis ist, dass die Personen keine Namen, sondern Standestitel wie („der Herzog“ oder „der Graf“) tragen. Donizetti verwendete Material aus Francesca di Foix später unter anderem in seinen erfolgreicheren Opern L’elisir d’amore (1832) und Lucrezia Borgia (1833).

## Diskographie
- 1982; David Parry; Gillian Sullivan, Lynne Smythe, Della Jones, Donald Maxwell, Gordon Christie; Opera Rara
- 2004; Antonello Allemandi; Annick Massis, Pietro Spagnoli, Jennifer Larmore, Alfonso Antoniozzi, Bruce Ford; London Philharmonic Orchestra and the Geoffrey Mitchell Choir, Audio CD: Opera Rara